# Kostel Nanebevzetí Panny Marie (Raspenava)
Kostel Nanebevzetí Panny Marie v Raspenavě byl postaven na počátku 20. století v neobarokním slohu. Byl vybudován v místě, kde původně stával raně gotický kostelík, jehož existenci v roce 2012 doložily archeologické vykopávky. Je chráněn jako kulturní památka České republiky.

## Popis

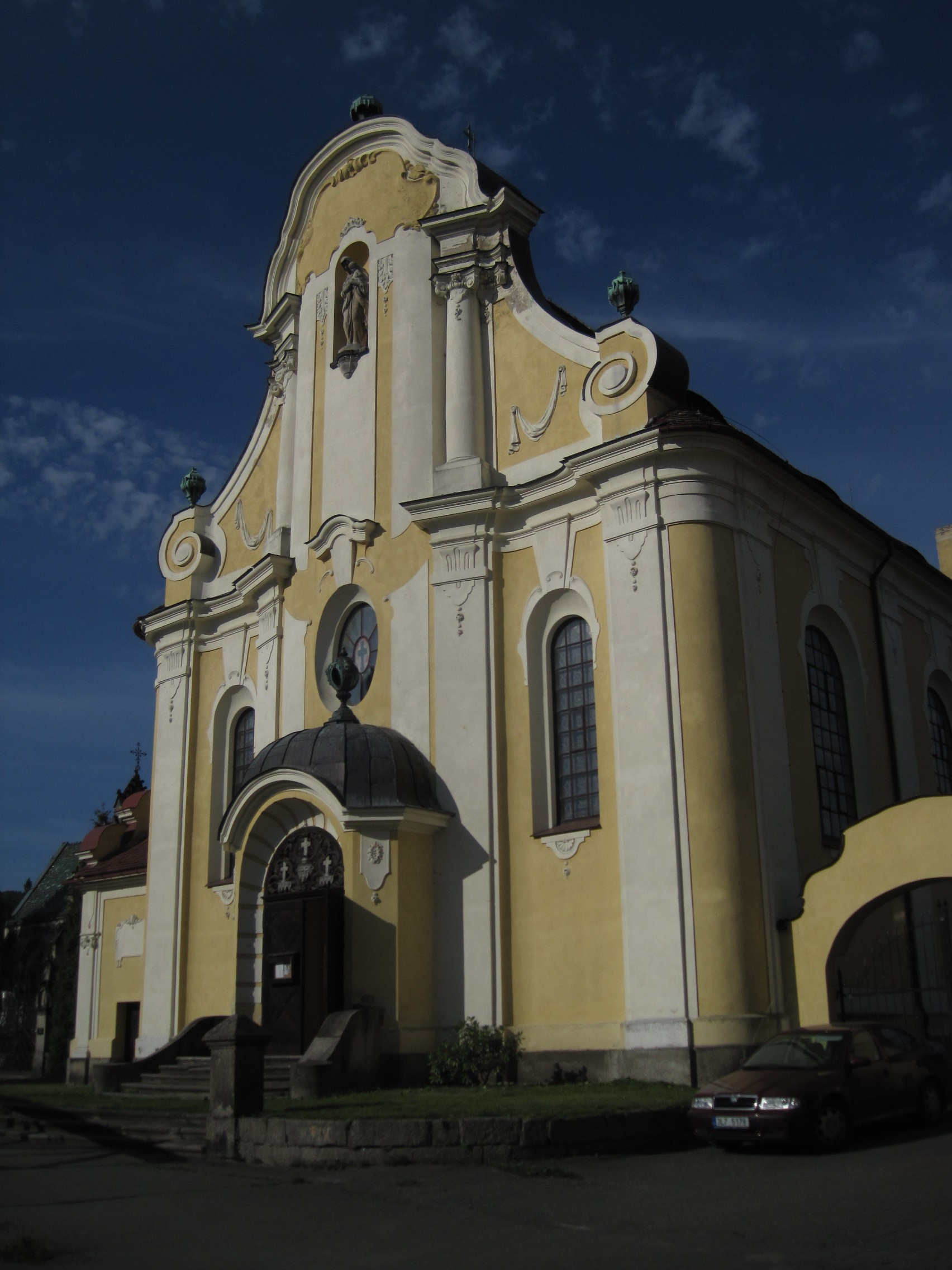
Průčelí kostela v Raspenavě

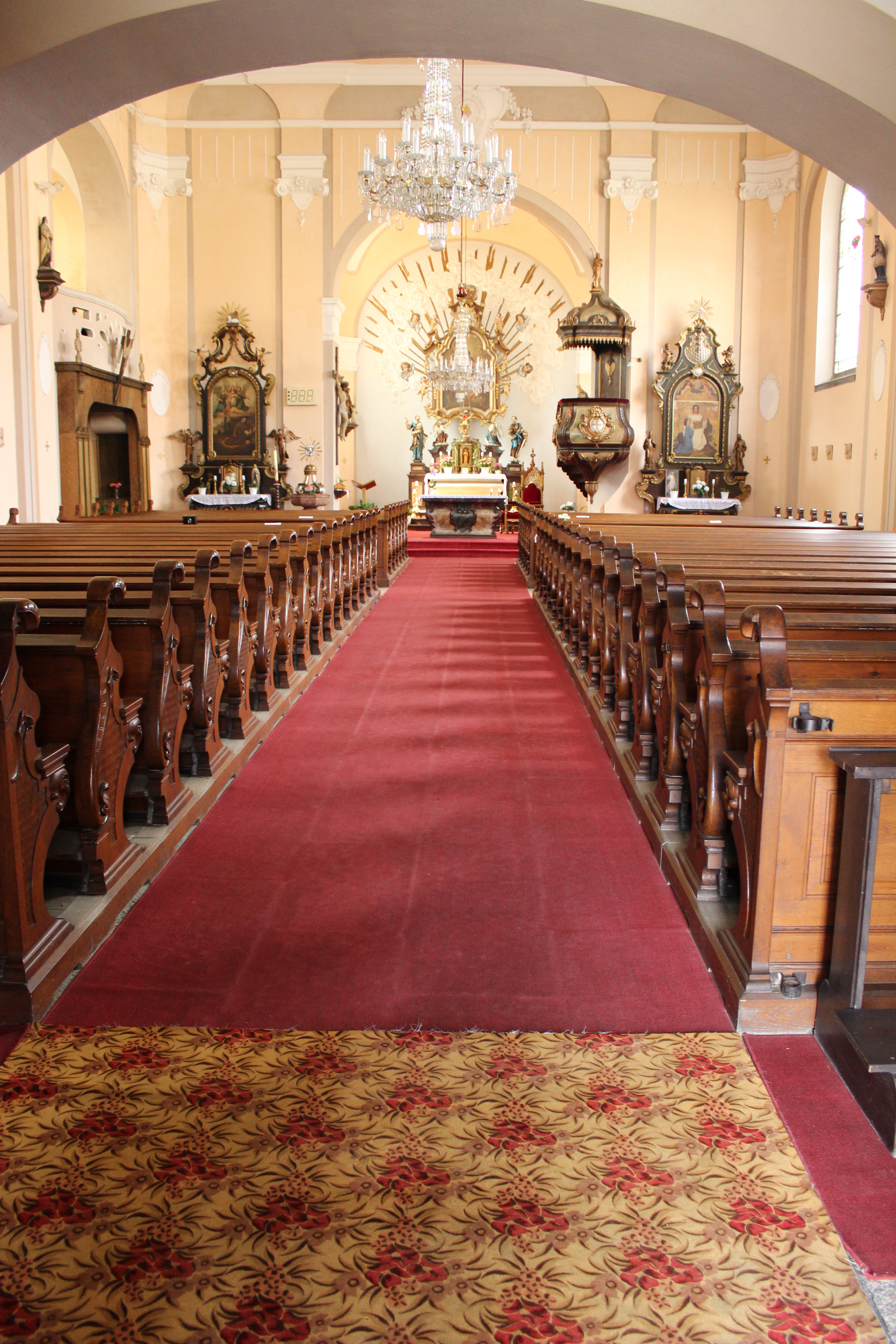
Interiér raspenavského kostela

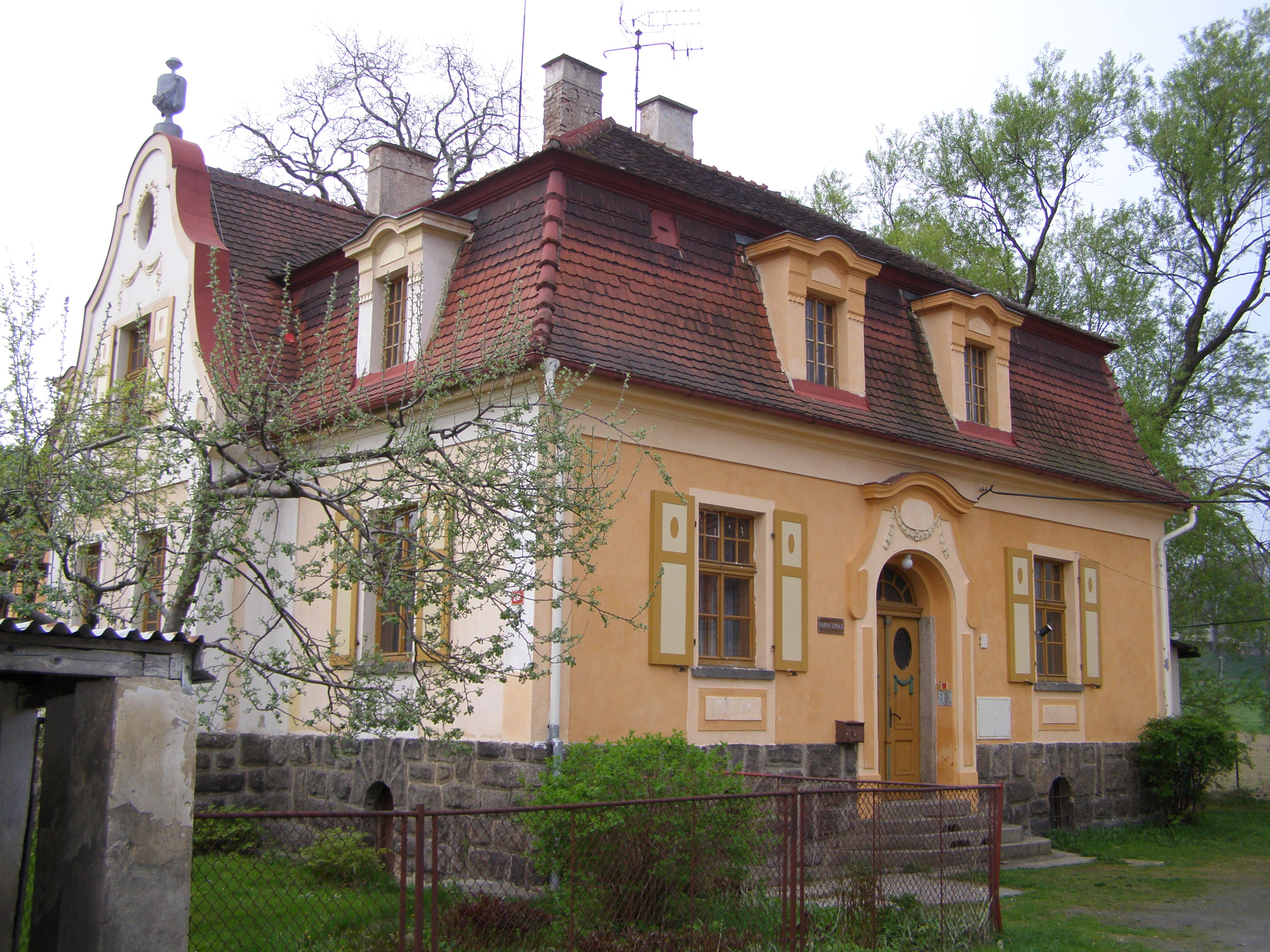
Fara v Raspenavě

Gotický kostel byl ve 2. pol. 17. století barokně přestavěn, o dvě století později však přestal rostoucí obci dostačovat. Zdejší továrník Gustav von Richter proto financoval stavbu nového kostela. Z původního byla zachována jen věž a části vnitřního zařízení (hlavní oltář, varhanní skříň), nová svatyně v přechodném stylu mezi novobarokem a secesí vznikla podle projektu liberecké kanceláře Gustav Sachers Söhne (Gustav Sachers ml. a Anton Kropf). Přestavby bylo využito i k obrácení orientace kostela tak, aby průčelí směřovalo k hlavní silnici. Interiér vymaloval v letech 1912–13 Karl Krattner z Chrastavy.

### Varhany
Roku 1723 byly v kostele zbudovány sedmirejstříkové varhany s dvoustopým rejstříkem Principal. O dvacet let později (1743) nástroj opravoval Fr. Filip Wanderer, následně 1846 Michael Prediger a v roce 1858 Josef Müller. Do nově postaveného kostela v secesním architektonickém slohu vytvořil roku 1907 nové varhany s pneumatické trakturou Heinrich Schiffner, jenž využil skříň od Kindermanna.
Dispozice varhan:
| I. manuál: |               |          |
| 1.         | Bourdon       | (16')    |
| 2.         | Principal     | (8')     |
| 3.         | Gamba         | (8')     |
| 4.         | Dolce         | (8')     |
| 5.         | Gedeckt       | (8')     |
| 6.         | Hohlflöte     | (8')     |
| 7.         | Octav         | (4')     |
| 8.         | Flöte         | (4')     |
| 9.         | Mixtur        | (2 2/3') |
| 10.        | Octav–Koppel  | I.       |
| 11.        | Manual–Koppel | (16')    |
| 12.        | Manual–Koppel | (8')     |
| 13.        | Manual–Koppel | (4')     |

| II. manuál: |                 |          |
| 14.         | Geigenprincipal | (8')     |
| 15.         | Lieblichgedackt | (8')     |
| 16.         | Aeoline         | (8')     |
| 17.         | Vox coelestis   | (8')     |
| 18.         | Dulcflöte       | (8')     |
| 19.         | Gemshorn        | (4')     |
| 20.         | Doublette 2×    | (2 2/3') |

| Pedál: |              |       |
| 21.    | Violin       | (16') |
| 22.    | Subbaß       | (16') |
| 23.    | Stillgedackt | (16') |
| 24.    | Cello        | (8')  |
| 25.    | Pedal–Koppel | I.    |
| 26.    | Pedal–Koppel | II.   |

## Okolí
Jižně od kostela stojí novobarokně upravená fara, u vchodu na hřbitov se nachází novogotická Richterova rodinná hrobka, projektovaná roku 1895 autorem nových radnic v Liberci a Frýdlantě Franzem von Neumannem. Po roce 1945 kostel značně zchátral, v posledních letech proběhly opravy.

## Objev prvního středověkého kostela na Frýdlantsku
V závěru roku 2012 se Raspenava stala místem unikátního archeologického nálezu – při výkopech pro stavbu kanalizace archeologové našli základy gotického kostela, jehož stáří spadá do 14. či 15. století. Podařilo se jim odkrýt roh jeho sakristie, část zdi obklopující kostel a pohřebiště čítající 40 velmi zachovalých kosterních pozůstatků. Archeologům se tak podařilo objevit první středověký kostel na Frýdlantsku.
„Je to naprosto mimořádný nález. Takový se podaří možná jednou za 50 let," uvedl archeolog Petr Brestovanský. „Domníváme se, že vykopané základy patří úplně prvnímu gotickému kostelu zasvěcenému svatému Václavovi," soudí raspenavský a hejnický farář Pavel Andrš.
Mrtví byli pohřbeni na pozemcích kostela, také podél hřbitovní zdi o šíři 1,65 m. „Zeď byla masivní a chránila hřbitov a kostel před Smědou. Je zjevné, že problémy se záplavami tu měli i ve středověku," řekl Brestovanský.
Nejstarší a tedy nejhlouběji uložené kosterní nálezy jsou z 15. století, pohřbívalo se zde ale až do 18. století. Přes tehdejší hřbitov dnes vede silnice. „Pod asfaltem je původní kamenná cesta ze 30. let minulého století, která byla natlučena přímo na hrobech z doby baroka. Rozdíl je tak centimetr," popsal Brestovanský. Vyzvednuté ostatky chce farář Andrš pietně umístit do podzemních prostor raspenavského kostela. Nejprve ale projdou analýzou DNA, která pak bude porovnána s genetickou charakteristikou dnešních obyvatel. „Vzhledem k tomu, že tu došlo po válce téměř k úplné výměně obyvatelstva, nevím, zda se něco podaří najít," soudí starosta obce Pavel Lžičař.